# 普利亚区卡萨尔韦基奥
普利亚区卡萨尔韦基奥（義大利語：Casalvecchio di Puglia），是意大利福贾省的一个市镇。总面积31.72平方公里，人口1985人，人口密度62.6人/平方公里（2009年）。ISTAT代码为071014。